# Sthenopis argenteomaculatus
Sthenopis argenteomaculatus är en fjärilsart som beskrevs av Harris 1841. Sthenopis argenteomaculatus ingår i släktet Sthenopis och familjen rotfjärilar. Inga underarter finns listade i Catalogue of Life.

## Bildgalleri

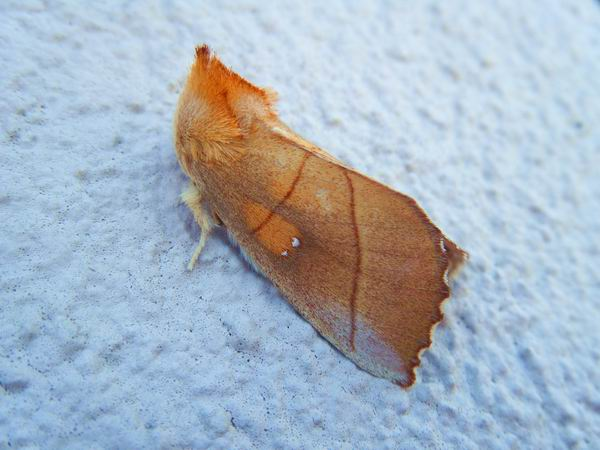